# Faro de Christiansø
El Faro de Christiansø (en danés: Christiansø Fyr) se encuentra en la parte superior de una torre en la isla de Christiansø, Dinamarca a unos 18 kilómetros (11 millas) al noreste de Bornholm en el Mar Báltico. Construido y puesto en servicio en 1805, es uno de los más antiguos del país. El faro fue diseñado por Poul de Løvenørn (1751-1826) en 1798. Fue el primer faro en Dinamarca en tener una luz intermitente, al parecer inspirado en el faro sueco en Marstrand, terminado en 1781, el primero en el mundo con una luz intermitente. En 1798, Løvenørn fue autorizado a seguir adelante con su proyecto que consistió en la construcción de un faro en la parte superior de la torre existente conocida como Store Tårn. Como resultado de varios retrasos, no fue hasta el 1 de octubre de 1805 que el faro, con una altura de 16 metros (52 pies) se puso en servicio.